# Světlana Mironovová (biatlonistka)
Světlana Mironovová, plným jménem Světlana Igorevna Mironovová, rusky Светлана И́горевна Миронова, (* 22. února 1994 Morjakovka Saton, Tomská oblast) je ruská biatlonistka.
Ve své dosavadní kariéře vyhrála ve světovém poháru dva kolektivní závody, první z nich v Oberhof v lednu 2021, kde byla členskou ruské smíšené štafety. Jejím největším individuálním úspěchem je třetí místo ve sprintu z prosince 2019 v Hochfilzenu.

## Výsledky

### Olympijské hry a mistrovství světa
| Sezóna  | D   | Místo      | SP  | SZ  | HZ  | IZ  | ŠT  | SŠT | SZD | Věk    |
| ------- | --- | ---------- | --- | --- | --- | --- | --- | --- | --- | ------ |
| 2019/20 | MS  | Anterselva | 38. | 21. | –   | 22. | 8.  | –   | –   | 25 let |
| 2020/21 | MS  | Pokljuka   | 64. | –   | 19. | 5.  | 11. | 9.  | –   | 26 let |
| 2021/22 | ZOH | Peking     | 47. | 41. | –   | 23. | 2.  | –   | ×   | 27 let |

## Vítězství v závodech Světového poháru

### Kolektivní
| Č. | sezóna    | datum          | místo              | disciplína      |
| -- | --------- | -------------- | ------------------ | --------------- |
| 1. | 2020/2021 | 10. ledna 2021 | Oberhof, Německo   | smíšená štafeta |
| 2. | 2020/2021 | 24. ledna 2021 | Anterselva, Itálie | štafeta         |